# Cerapachys neotropicus
Cerapachys neotropicus é uma espécie de formiga do gênero Cerapachys.